# Chris Claybrooks
Chris Claybrooks (Nashville, 17 luglio 1998) è un giocatore di football americano statunitense che milita nel ruolo di cornerback per i Jacksonville Jaguars della National Football League (NFL).

## Carriera

### Jacksonville Jaguars
Claybrooks al college giocò a football al Coahoma Community College e all'Università di Memphis. Fu scelto nel corso del settimo giro (223º assoluto) del Draft NFL 2020 dai Jacksonville Jaguars. Debuttò nella settimana 1 contro gli Indianapolis Colts mettendo a segno 3 tackle. La sua stagione da rookie si concluse con 38 placcaggi e 3 passaggi deviati in 13 presenze.